# Holkunda, Gulbarga
Holkunda là một làng thuộc tehsil Gulbarga, huyện Gulbarga, bang Karnataka, Ấn Độ.